# سيمبرونيانو
سيمبرونيانو هي كومانا في مقاطعة غروسيتو بمنطقة توسكانا الإيطالية ،تبعد حوالي 120 كيلومتر (75 ميل) جنوب فلورنسا وحوالي 35 كيلومتر (22 ميل) شرق غروسيتو .
تقع سيمبرونيانو على حدود البلديات التالية: كاستيل أزارا، مانشيانو، روكالبيغنا، سانتا فيورا، سورانو.

## فرازيوني
تتكون البلدية من مقر بلدية سيمبرونيانو وقرى (فرازيوني) كاتابيو وسيلينا وبيتريشي وروتشيت دي فازيو.

## حكومة

### قائمة العمد
| عمدة              | بداية الفصل الدراسي | نهاية المدة           | حزب، حفلة            |
| ----------------- | ------------------- | --------------------- | -------------------- |
| لوتشيانو بيتروتشي | 1993                | 2003                  | مستقل ( يمين الوسط ) |
| جياني بيليني      | 2003                | 2013                  | مستقل ( يمين الوسط ) |
| ميراندا بروجي     | 2013                | 2018                  | مستقل ( يسار الوسط ) |
| لوتشيانو بيتروتشي | 2018                | مايجب في الوضع الراهن | مستقل ( يمين الوسط ) |

## المعالم السياحية الرئيسية
- قصر القرون الوسطى و Palazzo dei Vicari Mediceo
- كنيسة سانتا كروتشي ، التي تواجه بقايا قلعة Aldobrandeschi ( روكا ).
- القرن الثاني عشر (أعيدت تسميته في القرن السادس عشر) Pieve dei Santi Vincenzo e Anastasio .
- قلعة Catabbio ، التي بنيت في القرن الثاني عشر من قبل Aldobrandeschi واستخدمت لاحقًا من قبل Orsini of Pitigliano
- برج القرون الوسطى من Rocchette di Fazio .

## روابط خارجية
- الموقع الرسمي